# 日本ミックスカーリング選手権大会
日本ミックスカーリング選手権大会（にほんミックスカーリングせんしゅけんたいかい）は、日本カーリング協会が主催する混合カーリングの全国大会。

## 歴史
2020年8月、ミズノの協賛で第1回大会が稚内市みどりスポーツパークにおいて開催された。

## 各大会の概要
| 回    | 日程                 | 会場                       | 優勝       | 準優勝     | 3位        |
| ----- | -------------------- | -------------------------- | ---------- | ---------- | ---------- |
| 第1回 | 2020年8月28日 - 30日 | 稚内市みどりスポーツパーク | 岡山CA     | 東京都協会 | チーム桜井 |
| 第2回 | 2021年8月26日 - 29日 | 軽井沢アイスパーク         | 中止       | 中止       | 中止       |
| 第3回 | 2022年8月25日 - 28日 | 軽井沢アイスパーク         | 東京都協会 | チーム金井 | チーム松原 |
| 第4回 | 2023年8月24日 - 27日 | みちぎんドリームスタジアム | チーム河野 | チーム愛知 | Shinetec   |
| 第5回 | 2024年8月22日 - 25日 | 稚内市みどりスポーツパーク | チーム市坪 | チーム野口 | チーム金井 |